# Carlos Renato Frederico
Carlos Renato Frederico (sinh ngày 21 tháng 2 năm 1957) là một cầu thủ bóng đá người Brasil.

## Đội tuyển bóng đá quốc gia Brasil
Carlos Renato Frederico thi đấu cho đội tuyển bóng đá quốc gia Brasil từ năm 1979-1987.

## Thống kê sự nghiệp
| Đội tuyển bóng đá Brasil | Đội tuyển bóng đá Brasil | Đội tuyển bóng đá Brasil |
| Năm                      | Trận                     | Bàn                      |
| ------------------------ | ------------------------ | ------------------------ |
| 1979                     | 1                        | 0                        |
| 1980                     | 6                        | 0                        |
| 1981                     | 3                        | 0                        |
| 1982                     | 2                        | 1                        |
| 1983                     | 8                        | 1                        |
| 1984                     | 0                        | 0                        |
| 1985                     | 0                        | 0                        |
| 1986                     | 0                        | 0                        |
| 1987                     | 2                        | 1                        |
| Tổng cộng                | 22                       | 3                        |